# Манжосов, Дмитрий Иванович
Дмитрий Иванович Манжосов (23 февраля 1906,  Саратов,  Российская империя — 21 августа 1962, Москва, СССР) —  советский военачальник, генерал-майор авиации (11.05.1949).

## Биография

### Военная служба

#### Межвоенные годы
27 мая 1924 года добровольно поступил в Военно-техническую школу ВВС РККА в Ленинграде, по окончании которой в апреле 1926 года был назначен младшим механиком в 5-ю отдельную авиаэскадрилью ВВС БВО. С ноября 1926 года по март 1927 года находился на учебе в Ленинградской военно-теоретической школе летчиков. После прохождения теоретического курса переведен во 2-ю военную школу летчиков им. Осоавиахима СССР для обучения практическим полетам. В декабре 1928 года окончил последнюю и служил младшим летчиком и командиром звена в 46-м отдельном авиаотряде ВВС Морских сил Балтийского моря в городе Новый Петергоф. В декабре 1930 года назначен командиром отряда в 21-ю отдельную авиаэскадрилью. Член ВКП(б) с 1930 года. С ноября 1931 года исполнял должность помощника командира 46-го отдельного авиаотряда. 9 мая 1933 года назначен командиром отряда 120-й отдельной авиаэскадрильи ВВС КБФ, с июня 1934 года командовал 119-й отдельной авиаэскадрильей. С января по декабрь 1935 года проходил подготовку в Липецкой высшей летно-тактической школе ВВС РККА. По возвращении был назначен командиром эскадрильи 31-й истребительной авиабригады.  
В октябре 1937 года арестован и находился под следствием органов НКВД. В марте 1938 года освобожден из-под ареста и полностью реабилитирован. После восстановления в кадрах ВМФ 25 апреля 1938 года назначен инспектором по технике пилотирования 5-го истребительного авиаполка ВВС КБФ, с 5 сентября 1939 года исполнял должность флаг-штурмана этого полка. В последней должности принимал участие в Советско-финляндской войне 1939-1940 гг. 24 апреля 1940 года, за боевые отличия майор Манжосов был награжден орденом Красного Знамени. По окончании военных действий Манжосов назначается начальником воздушно-стрелковой подготовки Управления ВВС КБФ. 5 мая 1940 года, за грубое нарушение воинской дисциплины  снят с занимаемой должности, снижен в воинском звании до капитана  и назначен заместителем командира по строевой части 1-й эскадрильи 42-го отдельного авиаполка ВВС Северо-Тихоокеанской военной флотилии.

#### Великая Отечественная война
С началом Великой Отечественной войны в той же должности. В ноябре 1941	года назначен командиром 100-й отдельной авиаэскадрильи ВВС ТОФ, в сентябре 1942 года принял командование 12-м истребительным авиаполком ВВС ТОФ. Задачами полка было определено истребительное прикрытие города Владивостока и военно-морской базы. 5 декабря 1942 года Манжосов былвосстановлен в воинском звании майор.   
В начале ноября 1943 года подполковник  Манжосов назначается командиром 11-й штурмовой авиационной Новороссийской дивизии ВВС ЧФ. Ее части наносили удары с воздуха по конвоям противника в море, по портам погрузки на Крымском побережье и портам выгрузки в Румынии (Констанца — Сулина). В ходе Крымской наступательной операции они поддерживали войска Отдельной Приморской армии, участвовали в освобождении городов Керчь, Феодосия и Севастополь. Командир дивизии Манжосов умело руководил действиями штурмовиков при нанесении удара 11 апреля по плавсредствам противника в порту Феодосия, где были потоплены тральщик, две десантных баржи, сейнер, три торпедных катера. В ходе боевых действий он приобрел богатый опыт планирования и применения штурмовиков для уничтожения конвоев противника на морских коммуникациях как самостоятельно, так и во взаимодействии с бомбардировочной, минно-торпедной авиацией и кораблями флота. После завершения боевых действий в Крыму 11-я штурмовая авиационная Новороссийская дивизия была передислоцирована на КБФ и в его составе воевала до конца войны. Ее части поддерживали войска Ленинградского фронта в Выборгской и Таллинской наступательных операциях, при овладении городами Виипури и Таллин. На заключительном этапе войны они успешно действовали в Восточно-Прусской, Кенигсбергской и Земландской наступательных операциях, в ходе которых были взяты города Мемель, Кенигсберг и Пиллау. За успешные боевых действия дивизия дважды была награждена орденом Красного Знамени. 
6 июня 1945 года командующий ВВС Балтийского флота  генерал-полковник  М. И. Самохин представил полковника Манжосова к присвоению звания Герой Советского Союза, данное представление поддержал командующий Балтийского флота  адмирал  В. Ф. Трибуц,  однако  Манжосов был награждён орденом Красного Знамени.
За время войны комдив Манжосов  был  шесть   раз персонально упомянут в благодарственных в приказах Верховного Главнокомандующего.

#### Послевоенное время
После войны в декабре 1945 года Манжосов был направлен на учебу на высшие академические авиационные курсы усовершенствования ВВС и ПВО при Военно-морской ордена Ленина академии им. К. Е. Ворошилова. По их окончании с марта 1946 года состоял в распоряжении Управления кадров ВМС, с декабря вновь командовал 11-й штурмовой авиационной Новороссийской дважды Краснознаменной дивизией в составе Северо-Балтийского флота. С 30 декабря 1946 года  по 22 марта 1947 года одновременно временно исполнял должность командующего ВВС Северо-Балтийского флота. В октябре 1947 года дивизия была переименована в 90-ю истребительную. С декабря 1948 года по декабрь 1950 года находился на учебе в Высшей военной академии им. К. Е. Ворошилова, по окончании которой в январе 1951 года назначается помощником командующего ВВС СФ. В сентябре 1953 года генерал-майор авиации Манжосов освобожден от должности и зачислен в распоряжение Главкома ВМС. С 21 октября 1953 года откомандирован в распоряжение Главного управления Северного морского пути Министерства морского и речного флотов СССР с оставлением в кадрах ВМС.  Работал заместителем командующего полярной авиацией по летной подготовке. В мае 1955 года генерал-майор авиации Манжосов   уволен в запас по болезни.   

## Награды
- орден Ленина (15.11.1950)[6][7]
- пять орденов Красного Знамени (24.04.1940[8],  26.06.1944[9],   03.11.1944[10][7], 19.07.1945[11], 30.04.1954[8][7])
- орден Ушакова II степени (04.01.1945)[12]
- орден  Отечественной войны I степени (30.04.1944)[13]
  - медали в том числе:
  - «За победу над Германией в Великой Отечественной войне 1941—1945 гг.» (1945)[8]
  - «За взятие Кёнигсберга» (1945)[8]
- наградное оружие (1934)

Приказы (благодарности) Верховного Главнокомандующего в которых отмечен Д. И. Манжосов
- За овладение крепостью и важнейшей военно-морской базой на Чёрном море городом Севастополь. 10 мая 1944 года № 111.
- За овладение столицей Эстонской ССР городом Таллин (Ревель) – важной военно-морской базой и крупным портом на Балтийском море. 22 сентября 1944 года. № 191.
- За очищение от противника острова Сааремаа (Эзель), превращенного немцами в опорный пункт, прикрывающий подступы к Рижскому заливу. 24 ноября 1944 года № 210.
- За овладение литовским городом Клайпеда (Мемель) — важным портом и сильным опорным пунктом обороны немцев на побережье Балтийского моря. 28 января 1945 года. № 262.
- За овладение штурмом крепостью и главным городом Восточной Пруссии Кенигсберг — стратегически важным узлом обороны немцев на Балтийском море. 9 апреля 1945 года. № 333.
- За овладение последним опорным пунктом обороны немцев на Земландском полуострове городом и крепостью Пиллау — крупным портом и военно-морской базой немцев на Балтийском море. 25 апреля 1945 года. № 343.